# 田島 (広島県)

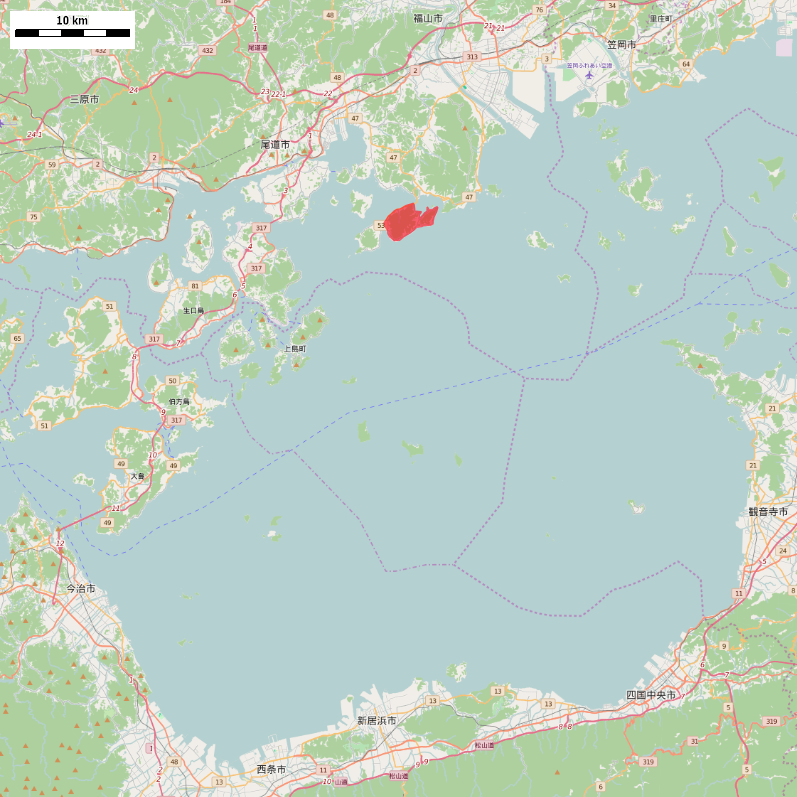
周辺

田島（たしま）は、瀬戸内海にある島。

## 地理
備後灘に浮かぶ備後群島を構成する有人島。本州福山市沼隈半島の南約0.5kmに位置する。西隣が横島で、2つの島は魚がキスをしているような姿をしている。2島は睦橋、そして田島と本州は内海大橋で結ばれている。北西側が百島になる。東は阿伏兎で、東に3kmほどに鞆の浦がある。
島域すべて広島県福山市内海町。面積8.71km2（2015年現在）。気候は瀬戸内海式気候。ほぼ山で平野部は狭く、畑は比較的あるが田は多くなく、地元では「田島の田なし」という言葉がある。最高峰は高山。北側一帯は入り組んだ地形から古来より良港として用いられ、横田港・箱崎漁港共に北側に面している。
集落は島全体に点在している。主要公共施設は、西端つまり横島との海峡である坊地瀬戸付近と、東部の内浦付近に偏っている。教育機関は福山市立内浦小学校・福山市立内海中学校、郵便局は内海郵便局・内浦郵便局とある。

## 歴史

### 由来
島の名の由来は、神武東征で高島宮がこの地に置かれたという伝承によるものである。古来「高島」と呼ばれていたが、いつしか短くなり「たしま」と呼ばれるようになり、そこから「多島」をあて、最終的に「田島」となった。内海大橋付近を「幸崎」というが神武天皇が上陸した岬（御幸崎）から名がついたといい、天皇を祀った神社も存在する。
別称は上記のことから「神島」、樹木が多く黒々と茂っていたことから「黒島」、島の北側にフジが多く咲いていたことから「藤島」。江戸時代に書かれた地誌『備陽六郡志』によると、高倉院が厳島行幸の際にこの地に立ち寄ると住民に名を聞いた。それに藤島と答えると院は、これ以降は田島と口唱すべし、と勅定したという。

### 古代から中世
島にある最も古い年代の埋蔵文化財としては、大浦に弥生時代の遺物包含層「山口遺跡」がある。石鏃が発見されており石棺も存在していたと伝えられる。
上記の通り、古来からこの地は瀬戸内海航路の要地であった。田島と横島の間は元々繋がっており一つの島であったが、年代は不明だが航路確保のため開削したと伝わる。内海大橋沼隈側の「敷名泊」は、平安時代末期に平清盛が整備した港であった。寺巡の如意輪寺（奥之坊）は治承4年（1180年）高倉院（清盛と血縁関係）が再建したと伝えられる。
そしてこの地は源平合戦の局面の一つ能登原合戦の舞台となった。屋島の戦いで敗れた平教経以下平家方は鞆から上陸し沼隈能登原に陣取り、対する源氏方はこの島に陣取ると、源氏方が勝利を収め敗れた平家方は壇ノ浦へ落ち延びていった。この地周辺に合戦にまつわる伝承が残っている。
- 島にある「那須堂」は那須与一が陣を張った場所と伝えられている[16]。
- この島の北東部には「矢ノ島」という無人島がある。教経が源氏方に向かって射った矢が小さな小島に刺さりそこに竹が生い茂って島ができたという伝説がある[17]。
- 北の沼隈半島には通称「平家谷」など平家にまつわる伝承が幾つもある[15]。

### 中世から近世
ロの天神社の境内は元々「天神山城」という村上水軍の流れをくむ田島村上氏の居城だった。因島村上氏村上顕長は備後国守護山名時熙に従って赤松満祐を討伐した功により、正長元年（1428年）この島の地頭職を与えられた。以降因島村上氏の勢力下にあったが、いつごろからかその本家筋にあたる能島村上氏の支配下となった。その南にある常楽院墓地には、室町時代後期のものである田島村上氏五輪塔・宝篋印塔（村上水軍墓碑）がある。
応仁2年（1468年）の遣明船関連記録に田島宮丸700石とあり、この頃には広く交易が行われていたことがわかる。この島のものは操船技術に長けていた。また県重要文化財である奥之坊の絹本着色釈迦涅槃図は、豊臣秀吉の文禄・慶長の役に参加したこの島の水手が持ち帰ったものと伝えられている。
江戸時代、この地は備後福山藩に属す。初代藩主水野勝成はこの地を整備し、藩の主要港である鞆の浦を中心にこの地でも漁業が栄え、さらに「田島浦」が藩の脇港に指定されると北前船などの西廻海運が入るようになり交易港として栄えるようになる。勝成が中興した神社は島に幾つもある。また、こうした中で網作りが発達し、西廻海運では網が取引されるようになる。さらに田島の優秀な船乗り・網職人は、西海捕鯨に進出し重用されたという。

### 近代以降
廃藩置県後の行政区分は以下のとおり。
- 明治4年（1871年）
  - 福山県深津沼隈分郡田島村
  - 第1次府県統合により深津県
- 明治5年（1872年） : 小田県
- 明治8年（1875年） : 岡山県に統合
- 明治9年（1876年） : 広島県に移管
- 明治11年（1878年） : 郡区町村編制法施行により沼隈郡田島村
- 明治22年（1889年）4月1日 : 村制施行

江戸時代からの漁業は続いた。明治30年頃になると捕鯨は近代化したため西海捕鯨は廃れたものの、明治初期から始まった打瀬船による漁業が盛況となり、そして彼らは明治40年頃からマニラ湾へ漁業移民として進出することになる。町地区のなまこ壁の町並みは、こうした海外漁業で成功した人物が建てたもの。太平洋戦争終戦後、マニラ進出ができなくなったのを機に南氷洋での捕鯨に参加している。
昭和26年（1951年）田島と横島を結ぶ睦橋が完成したことを機に合併の話が進み、昭和30年（1955年）内海町が誕生した。平成元年（1989年）内海大橋が完成し本州と繋がった。そして平成15年（2003年）福山市に編入された。
現代に入り島外への人口流出が顕著となる。内海大橋が完成した際には地域活性化に繋がるとして期待されたものの、その流れは止まらなかった。平成22年（2010年）から本格的な地元活性化に取り組み、例えば移住希望者のために空き家を活用したり島外から漁師研修生を受け入れたりしている。

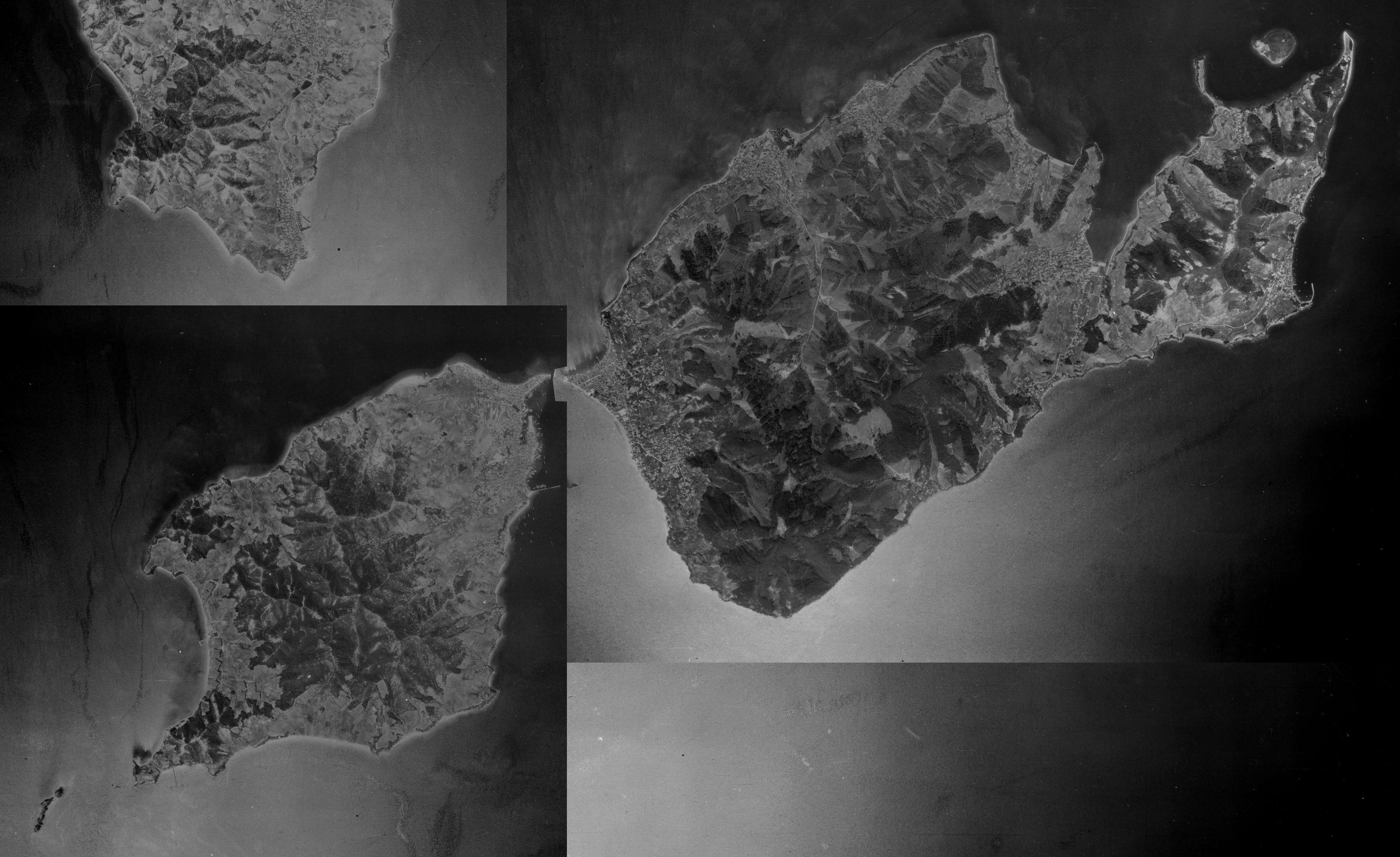
1947年アメリカ軍撮影。
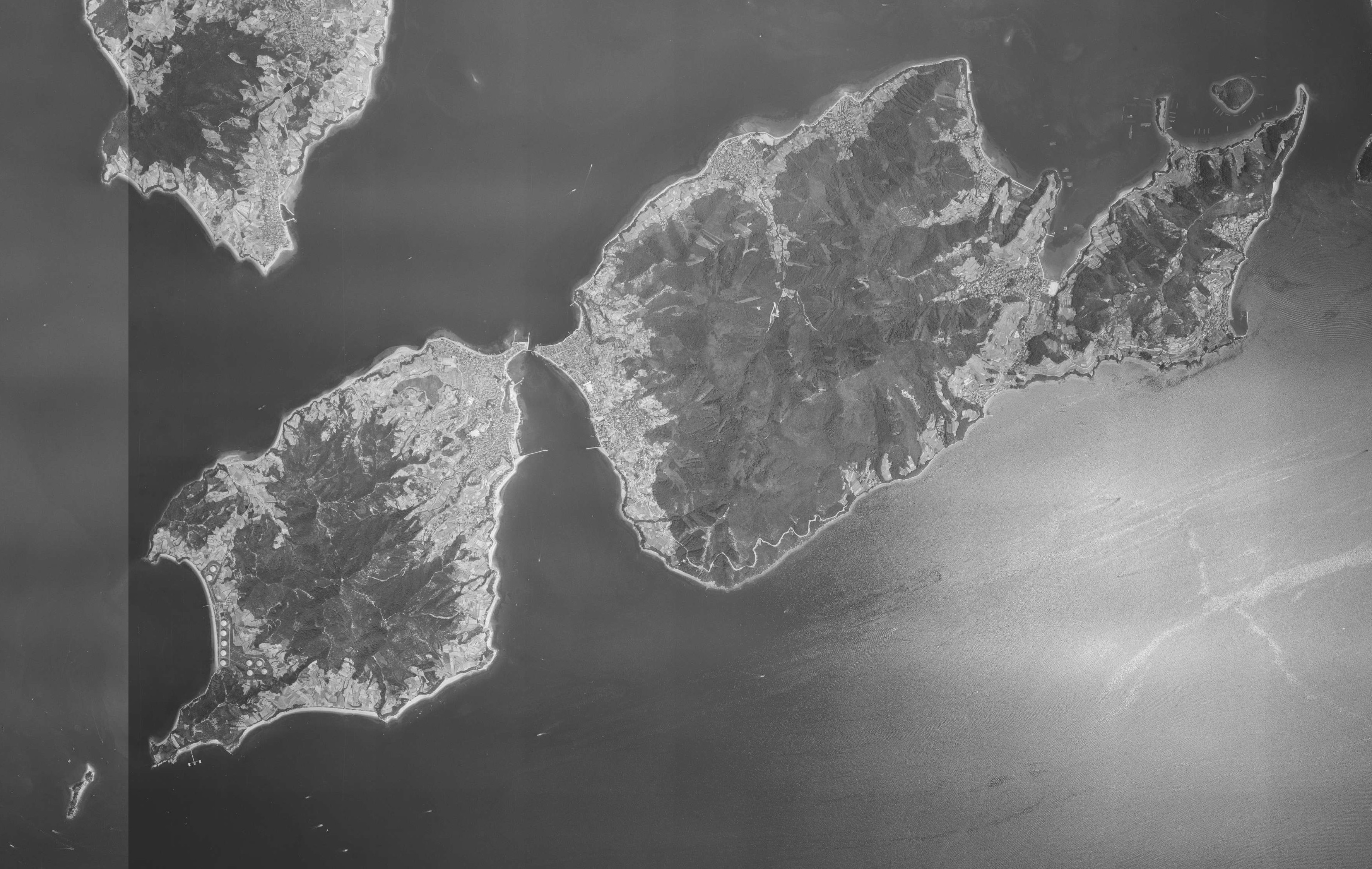
1964年
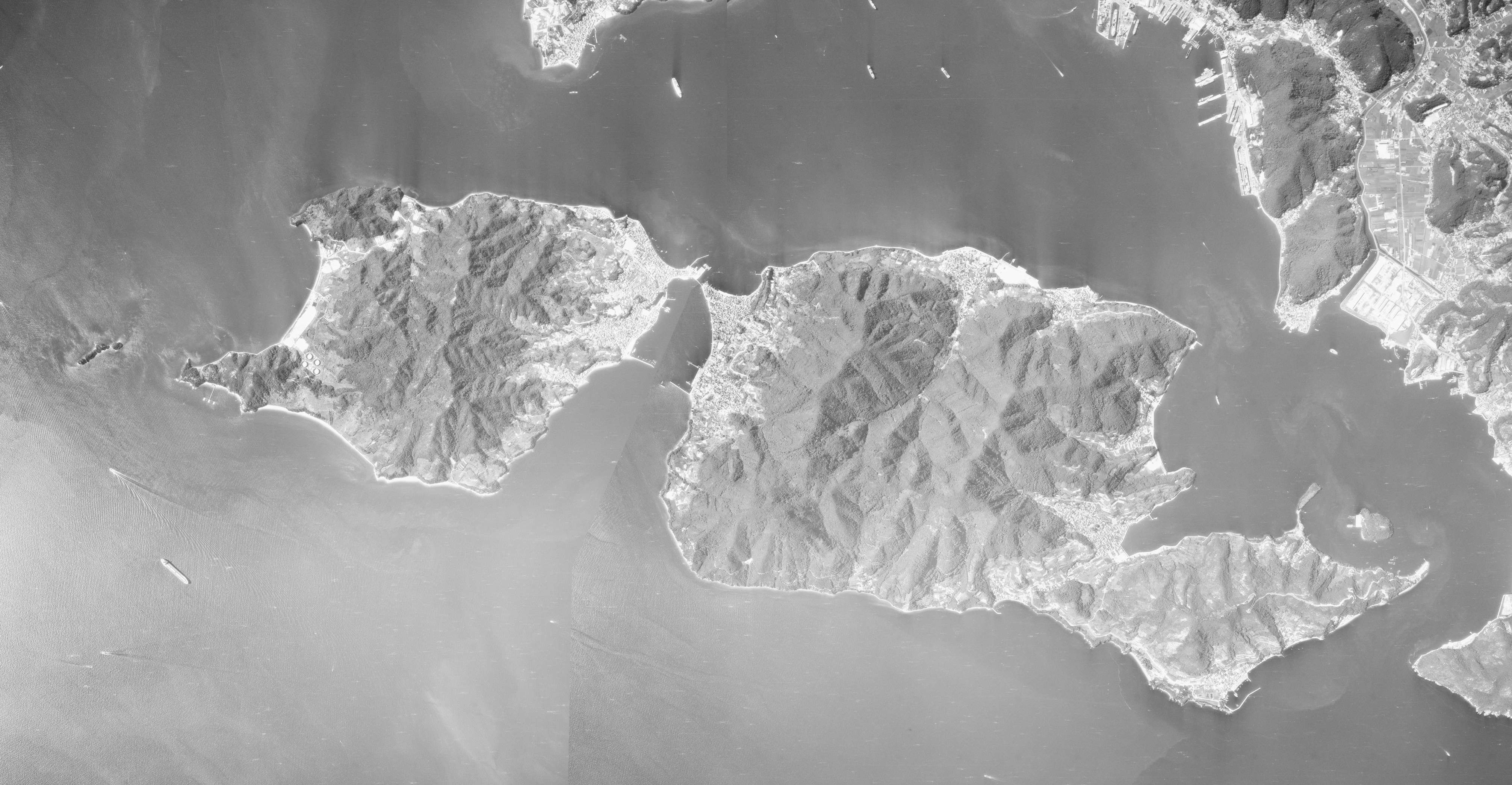
1977年
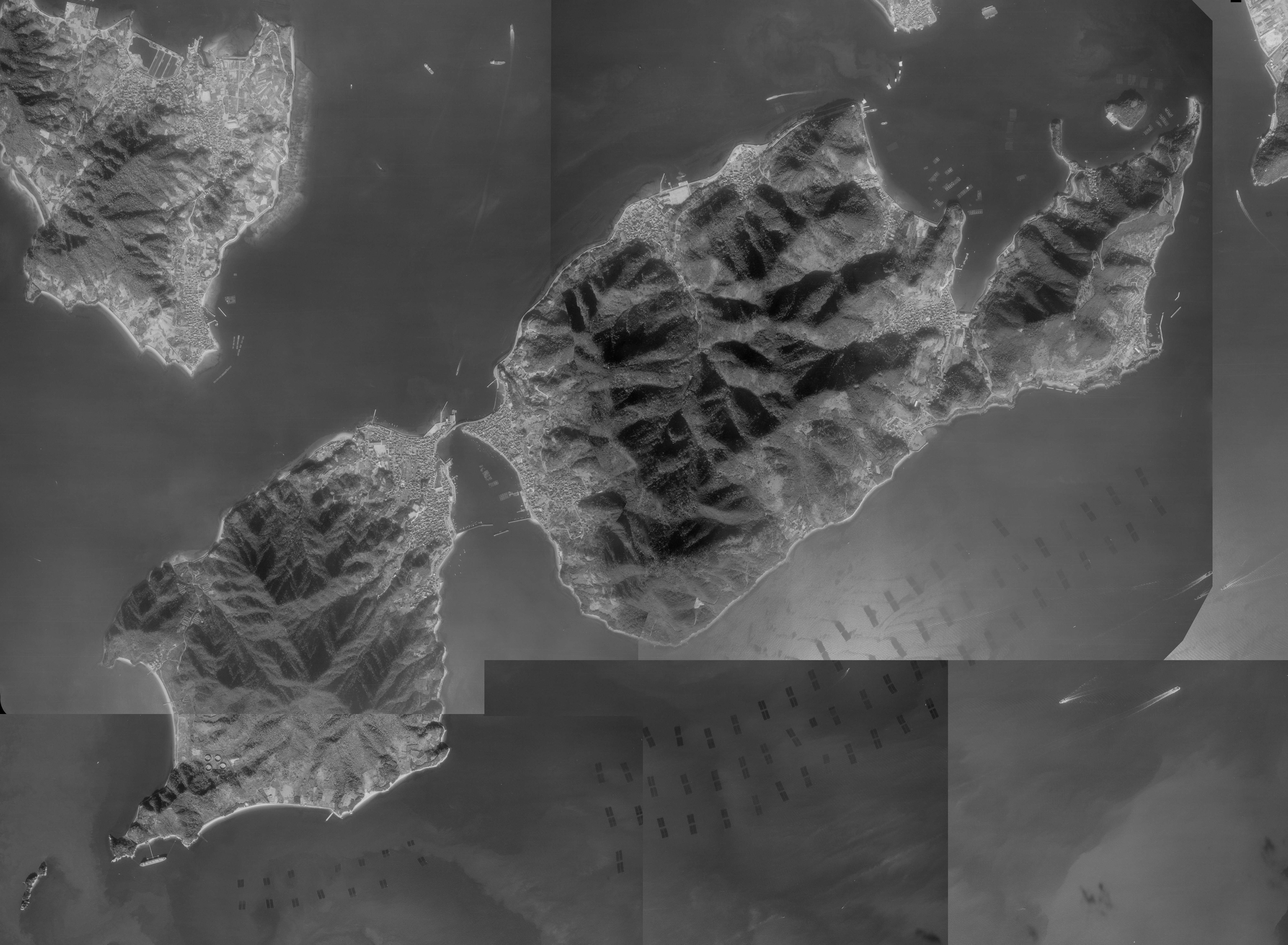
1986年
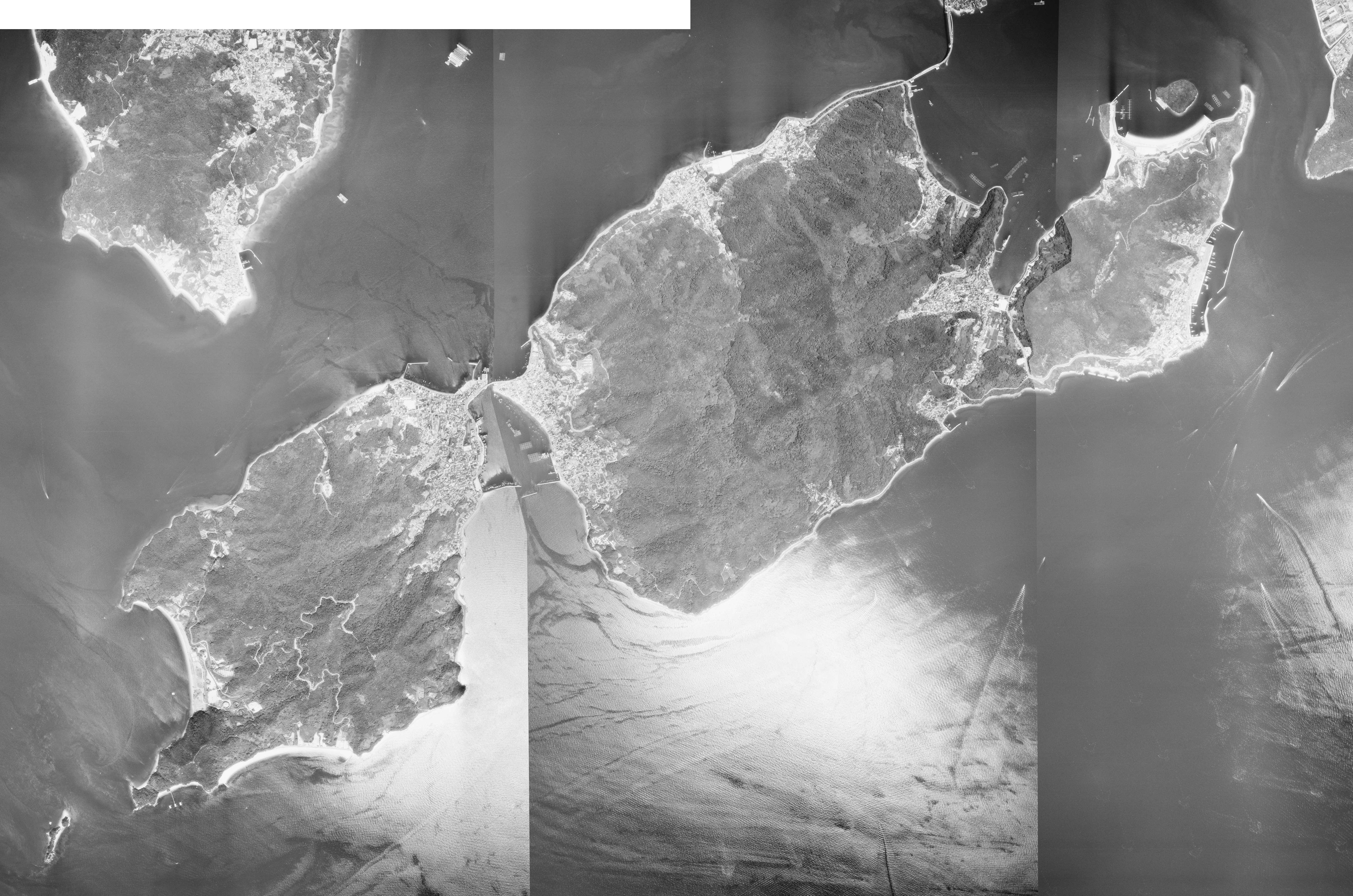
1999年

## 交通
内海大橋で本州は繋がっているため車で来島できる。逆に橋でつながったためフェリー航路は廃止された。

## 参考資料
- 兼田明逸『沼隈郡田島村誌 : 「吉備高島宮記」』先憂会出版部、1923年。2016年3月11日閲覧。